# Kunšperk
Kunšperk je trg v Občini Bistrica ob Sotli. Na vzpetini nad naseljem stoji Grad Kunšperk, katerega mogočne ruševine so še danes vidne. Sredi trga je nekoč stala cerkev sv. Jakoba, na Orlici pa je stala cerkev sv. Marjete, ki je ravnotako v ruševinah.